# Фудбалска репрезентација Југославије 1923.
Фудбалска репрезентација Југославије је 1923. године одиграла је три утакмице. Ово је до тада најуспешнија година репрезентације са две победе и једним нерешеним резултатом, а све су одигране у гостима. 
Ова година је ушла у историју југословенског фудбала по два резултата, прве победе у гостима 3. јуна у Кракову против репрезентације Пољске са 2:1 и прве утакмице коју је одиграла нерешено против Чехословачке 28. октобра у Прагу која је завршена резултатом 4:4. Поред резулта ова година позната је по томе што су први пут у репрезентацји заиграла заједно два брата Бранко и Душан Зинаја у мечу против Чехословачке.
Трећа утакмица одиграна је са Румунијом у такмичењу за Купу пријатељских земаља у Букурешту 10. јуна.
У овој години играло је 19 фудбалера од којих су шесторица били дебитанти.

### Резултати
| #  | Датум  | Противник    | Резултат  | Стрелци                                                                                                 | Стадион, Место   | Глед.  | Судија                      | Састав | Врста | Извор          |
| -- | ------ | ------------ | --------- | --- | ---------------- | ------ | --------------------------- | --- | ----- | -------------- |
| 7. | 3.06.  | Пољска       | 2:1 (1:0) | 1:0 Першка 16' 1:1 Kaluza 49', 2:1 Зинаја 86',                                                          | Краковија Краков | 13.000 | Heinrich Retschury Аустрија | Фридрих (ХАШК 2/0), Врбанчић (ХАШК 2/0), Дасовић (ХАШК 1/0), Пашкван (ХАШК 3/0)), Дубравчић (Кон. 6/1), Пажур (Кон. 1/0), Абрахам (Гра. 2/2) Б. Зинаја (ХАШК 5/4), Першка (Гра. 7/1) Винек (Кон. 4/1), Враговић (Гра. 5/0) Селектор:др Вељко Угринић (7)                                           | ПУ    | [ мртва веза ] |
| 8. | 10.06. | Румунија     | 2:1 (2:0) | 1:0 Винек 22' 2:0 Винек 39', 2:1 47',                                                                   | Букурешт         | 15.000 | Heinrich Retschury Аустрија | Фридрих (ХАШК 3/0), Врбанчић (ХАШК 3/0), Дасовић (ХАШК 2/0), Пашкван (ХАШК 4/0)), Дубравчић (Кон. 7/1), Враговић (Гра. 6/0), Бабић (Гра. 3/0), Б. Зинаја (ХАШК 6/4), Першка (Гра. 8/1) Винек (Кон. 5/3), Д. Зинаја (ХАШК 1/0), Селектор:др Вељко Угринић (8)                                       | КПЗ   | [ мртва веза ] |
| 9. | 28.10. | Чехословачка | 4:4 (4:2) | 1:0 Петковић 4', 2:0 Јовановић 6', 3:0 Јовановић 16', 3:1 20‘, 4:1 Бабић 26' 4:2 38', 4:3 65', 4:4 79‘, | СД Славија Праг  | 4.000  | Еуген Браун Аустрија        | Врђука (Гра. 5/0), Врбанчић (ХАШК 4/0), Дасовић (ХАШК 3/0), Пажур (Кон. 2/0) (Враговић Гра. 46‘ 7/0), Рупец (Гра. 7/0), Бенковић (ХАШК 3/0), Дубравчић (Кон. 8/1), Бабић (Гра. 4/0), Јовановић (Југ. 1/2), Петковић(Југ. 1/2), Першка (Гра. 9/1) (Шолц Кон. 46‘ 2/0) Селектор:др Вељко Угринић (9) | ПУ    | [ мртва веза ] |

Легенда:
- (Гра. 1/0 Кап.) = НК Грађански, 1 прва утакмица, 0 голова, капитен

### Биланс репрезентације у 1923 год
| Година | Играла | Добила | Нерешила | Игубила | Голова дала | Голова примила | Гол-разлика |
| ------ | ------ | ------ | -------- | ------- | ----------- | -------------- | ----------- |
| 1923   | 3      | 2      | 1        | 0       | 8           | 6              | +2          |

### Укупан биланс репрезентације 1920 — 1923 год
| Година  | Играла | Добила | Нерешила | Игубила | Голова дала | Голова примила | Гол-разлика |
| ------- | ------ | ------ | -------- | ------- | ----------- | -------------- | ----------- |
| 1923    | 3      | 2      | 1        | 0       | 8           | 6              | +2          |
| 1920-22 | 6      | 1      | 0        | 5       | 9           | 25             | -16         |
| Укупно  | 9      | 3      | 1        | 5       | 17          | 31             | -14         |

### Играли 1923
| ред. бр | Име                | Клуб        | Играо 1923. | Укупно играо | Голови 1923. | Укупно голова |
| ------- | ------------------ | ----------- | ----------- | ------------ | ------------ | ------------- |
| 1.      | Емил Першка        | Грађански   | 3           | 9            | 1            | 1             |
| 1.      | Артур Дубравчић    | Конкордија  | 3           | 8            | 0            | 1             |
| 1.      | Драгутин Враговић  | Грађански   | 3           | 7            | 0            | 0             |
| 1.      | Стјепан Врбанчић   | ХАШК        | 3           | 4            | 0            | 0             |
| 1.      | Еуген Дасовић      | ХАШК        | 3           | 3            | 0            | 0             |
| 6.      | Бранко Зинаја      | ХАШК        | 2           | 6            | 1            | 4             |
| 6.      | Владимир Винек     | Конкордија  | 2           | 5            | 2            | 3             |
| 6.      | Данијел Пашкван    | ХАШК        | 2           | 4            | 0            | 0             |
| 6.      | Драгутин Бабић     | Грађански   | 2           | 4            | 1            | 1             |
| 6.      | Драгутин Фридрих   | ХАШК        | 2           | 3            | 0            | 0             |
| 6.      | Хуго Пажур         | Конкордија  | 2           | 2            | 0            | 0             |
| 12.     | Рудолф Рупец       | Грађански   | 1           | 7            | 0            | 0             |
| 12.     | Драгутин Врђука    | Грађански   | 1           | 5            | 0            | 0             |
| 12.     | Геза Шарас Абрахам | Грађански   | 1           | 2            | 0            | 2             |
| 12.     | Јосип Шолц         | Конкордија  | 1           | 2            | 0            | 0             |
| 12.     | Душан Петковић     | Југославија | 1           | 1            | 1            | 1             |
| 12.     | Драган Јовановић   | Југославија | 1           | 1            | 2            | 2             |
| 12.     | Миливој Бенковић   | ХАШК        | 1           | 1            | 0            | 0             |
| 12.     | Душан Зинаја       | ХАШК        | 1           | 1            | 0            | 0             |

### Највише одиграних утакмица 1920 — 1923
| ред. бр | Име               | Клуб       | Играо 1923. | Укупно играо | Голови 1923 | Укупно голова |
| ------- | ----------------- | ---------- | ----------- | ------------ | ----------- | ------------- |
| 1.      | Емил Першка       | Грађански  | 3           | 9            | 1           | 1             |
| 2.      | Артур Дубравчић   | Конкордија | 3           | 8            | 0           | 1             |
| 3       | Драгутин Враговић | Грађански  | 3           | 7            | 0           | 0             |
| 3       | Рудолф Рупец      | Грађански  | 1           | 7            | 0           | 0             |
| 5.      | Бранко Зинаја     | ХАШК       | 2           | 6            | 1           | 4             |
| 5.      | Јарослав Шифер    | Грађански  | 0           | 6            | 0           | 1             |
| 7.      | Драгутин Врђука   | Грађански  | 1           | 5            | 0           | 0             |
| 7.      | Владимир Винек    | Конкордија | 2           | 5            | 2           | 3             |
| 9.      | Данијел Пашкван   | ХАШК       | 2           | 4            | 0           | 0             |
| 9.      | Драгутин Бабић    | Грађански  | 2           | 4            | 1           | 1             |

### Листа стрелаца 1923
| Пласман | Име              | Клуб        | Играо 1923. | Укупно играо | Голови 1923. | Укупно голова |
| ------- | ---------------- | ----------- | ----------- | ------------ | ------------ | ------------- |
| 1       | Владимир Винек   | Конкордија  | 2           | 5            | 2            | 3             |
| 1       | Драган Јовановић | Југославија | 1           | 1            | 2            | 2             |
| 4       | Емил Першка      | Грађански   | 3           | 9            | 1            | 1             |
| 4       | Бранко Зинаја    | ХАШК        | 2           | 6            | 1            | 4             |
| 4       | Драгутин Бабић   | Грађански   | 2           | 4            | 1            | 1             |
| 4       | Душан Петковић   | Југославија | 1           | 1            | 1            | 1             |

### Листа стрелаца 1920 — 1923
| Пласман | Име                | Клуб        | Играо 1923. | Укупно играо | Голови 1923 | Укупно голова |
| ------- | ------------------ | ----------- | ----------- | ------------ | ----------- | ------------- |
| 1       | Бранко Зинаја      | ХАШК        | 2           | 6            | 1           | 4             |
| 2.      | Владимир Винек     | Конкордија  | 2           | 5            | 2           | 3             |
| 3.      | Геза Шарас Абрахам | Грађански   | 1           | 2            | 0           | 2             |
| 3.      | Драган Јовановић   | Југославија | 1           | 1            | 2           | 2             |
| 4.      | Емил Першка        | Грађански   | 3           | 9            | 1           | 1             |
| 4.      | Артур Дубравчић    | Конкордија  | 3           | 8            | 0           | 1             |
| 4.      | Јован Ружић        | Југославија | 0           | 2            | 0           | 1             |
| 4.      | Јарослав Шифер     | Грађански   | 3           | 6            | 1           | 1             |
| 4.      | Драгутин Бабић     | Грађански   | 2           | 4            | 1           | 1             |
| 4.      | Душан Петковић     | Југославија | 1           | 1            | 1           | 1             |